# BergZendo

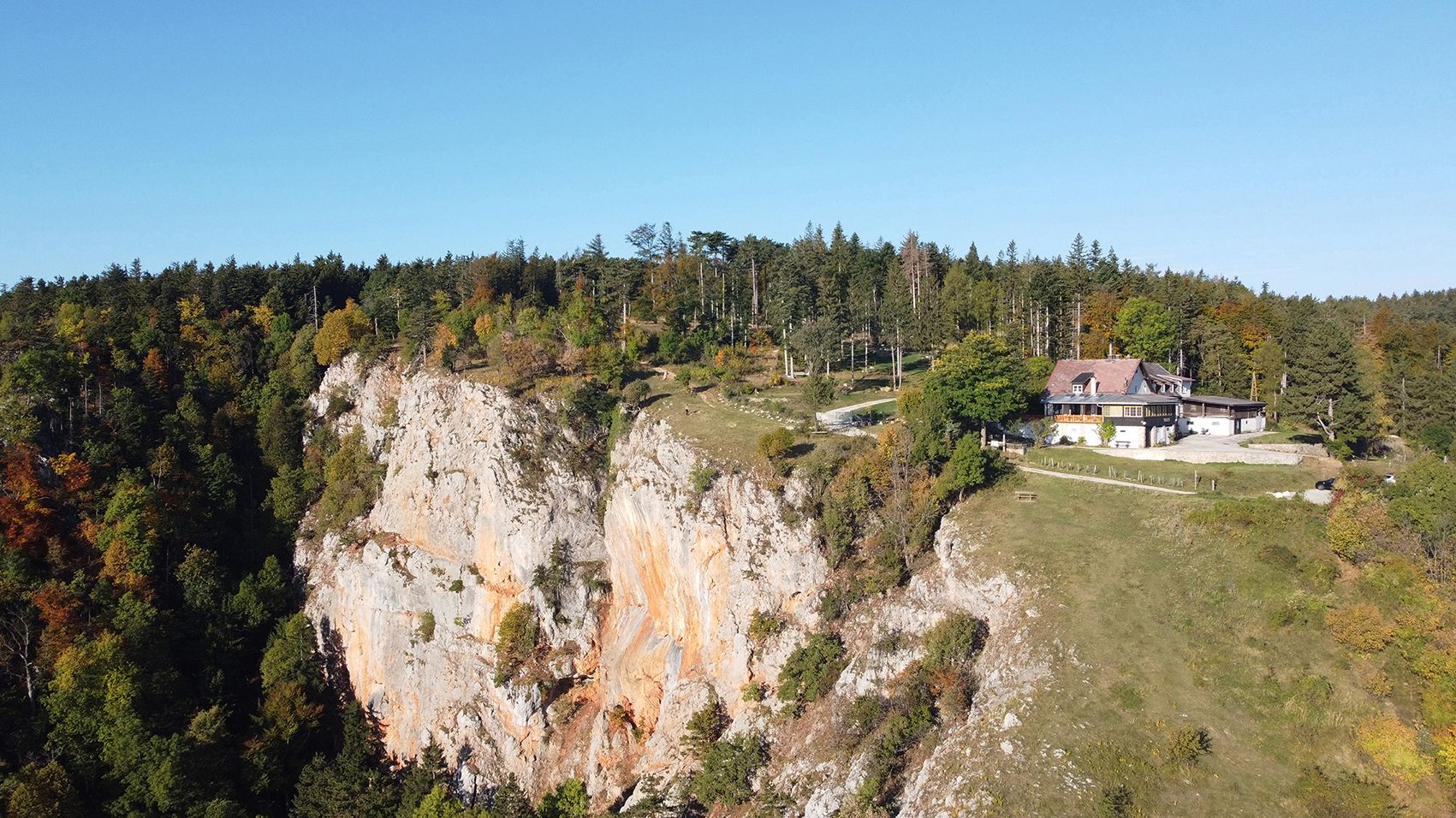
Luftaufnahme BergZendo Hohe Wand

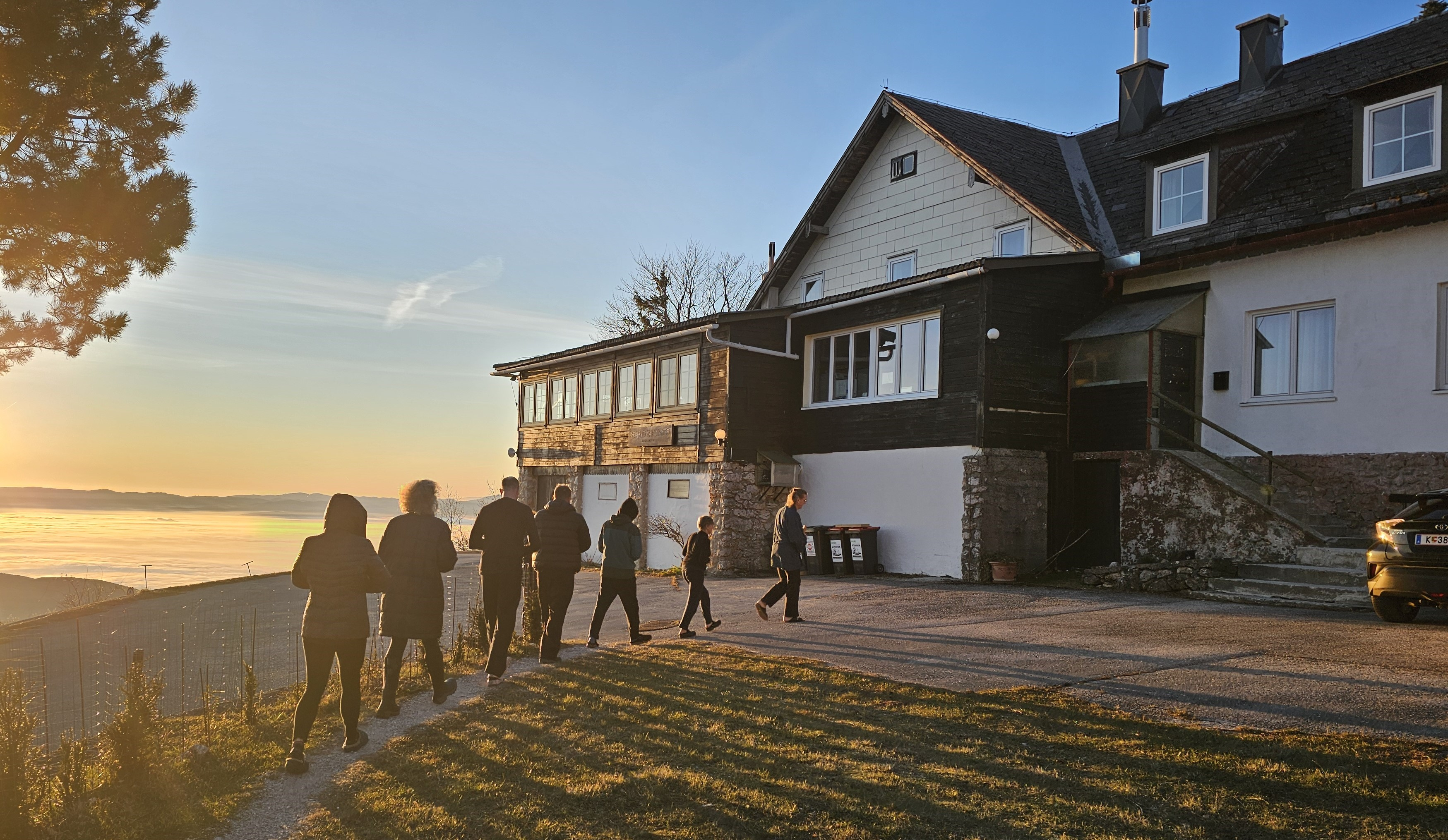
Am BergZendo bei einem Kinhin (Gehmeditation) von Teilnehmern im Freien

Das BergZendo Hohe Wand ist ein Meditations- und Retreat-Zentrum im Naturpark Hohe Wand. Es steht auf Am Almfrieden Nr. 87 auf der Hochebene über der Abbruchkante der Hohen Wand bei der Ortschaft Stollhof in der Gemeinde Hohe Wand im Bezirk Wiener Neustadt-Land in Niederösterreich.

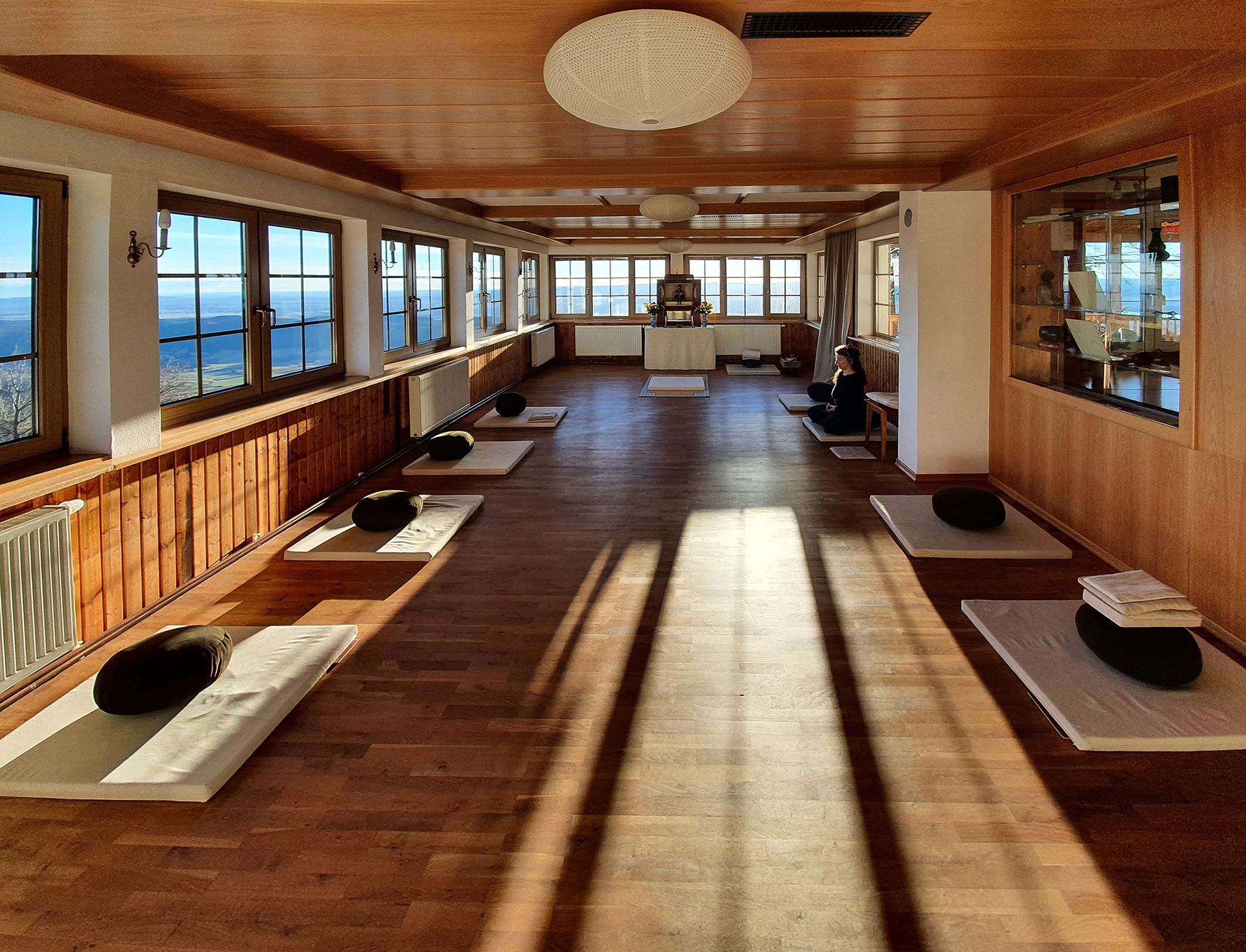
Bisheriger Meditationsraum im BergZendo

## Geschichte
Der ehemalige leerstehende Gasthof Almfrieden auf 900 m Seehöhe wurde vom Verein zur Förderung des Zen-Buddhismus mit Sitz in Wien übernommen und 2016 als Meditations- und Seminarzentrum neu eröffnet.
Anstelle des früheren Reitstalles wird 2025 eine neue Meditationshalle gebaut, das BergZendo wird damit zu einem der größten Retreatzentren in Österreich.

## BodhidharmaZendo

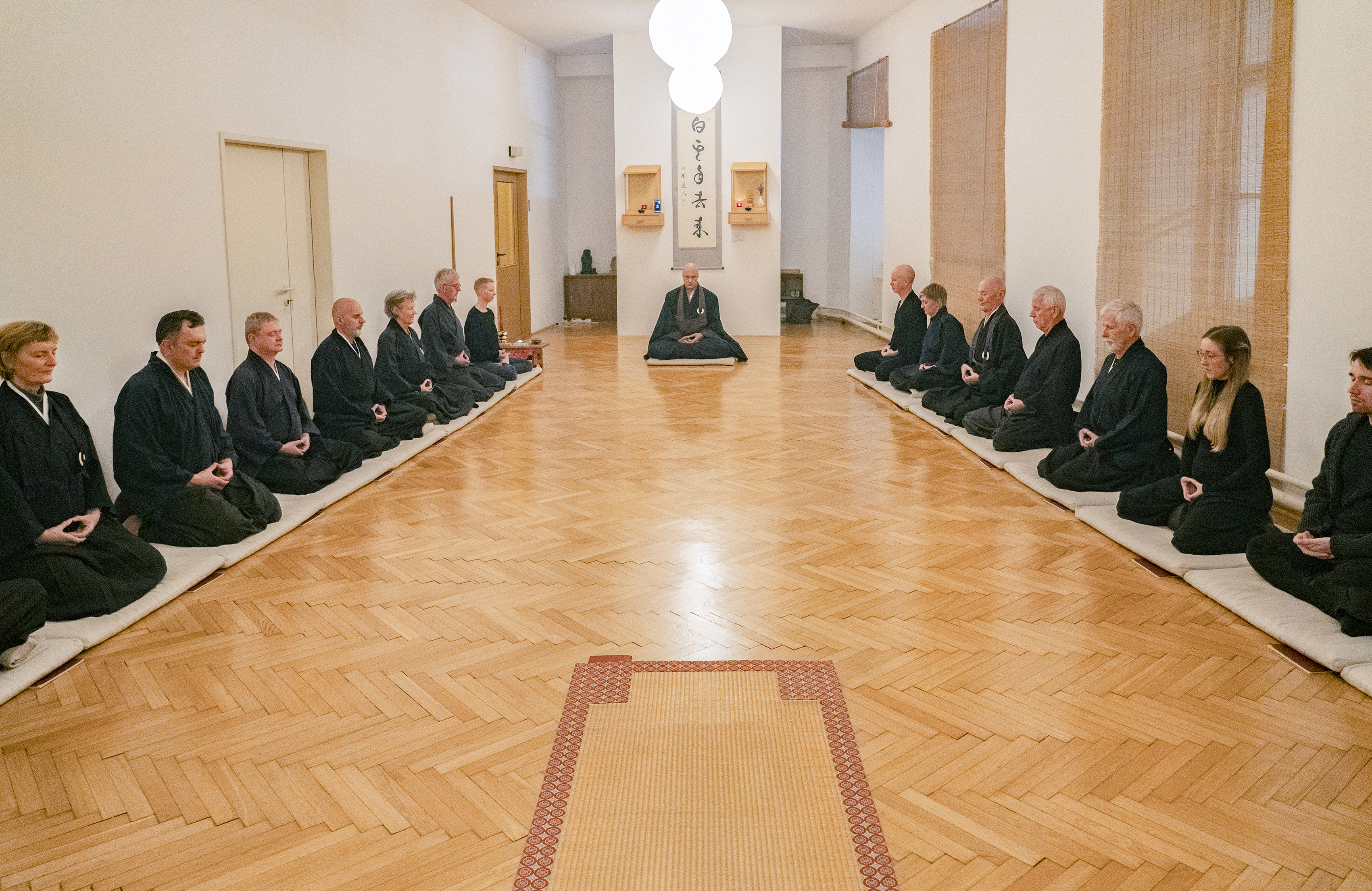
Formale Zen-Praxis im BodhidharmaZendo Wien

Derselbe Verein betreibt auch das BodhidharmaZendo am Fleischmarkt im 1. Wiener Gemeindebezirk Innere Stadt. Es wurde 1979 vom österreichischen Zen-Meister Genro Koudela Dai Oshō (1924–2010) in der Rinzai-Zen-Tradition gegründet. 2012 wurde der amerikanische Rinzai-Zen-Priester Seigaku Kigen Ekeson Oshō zum Nachfolger bestimmt.
Das BodhidharmaZendo ist Mitglied in der Österreichischen Buddhistischen Religionsgesellschaft (ÖBR) seit ihrer Gründung 1983. Es ist ein bedeutendes Zentrum für Zen-Praxis und spirituelle Schulung in Wien. Mittlerweile gibt es weitere angeschlossene BodhidharmaZendos in Graz und Klagenfurt.